# Jesús Dueñas
Jesús Alberto Dueñas Manzo (Zamora, 16 maart 1989) is een Mexicaans voormalig voetballer die doorgaans speelde als middenvelder. Tussen 2011 en 2024 was hij actief voor Tigres UANL, FC Juárez en Cruz Azul. Dueñas maakte in 2015 zijn debuut in het Mexicaans voetbalelftal en kwam uiteindelijk tot vijfentwintig interlandoptredens.

## Clubcarrière
Dueñas speelde in de jeugd van Salamanca en in 2008 stapte hij over naar Tigres UANL. Drie jaar na zijn overgang mocht de middenvelder voor het eerst zijn opwachting maken in het eerste elftal. Op 18 september 2011 liet coach Ricardo Ferretti hem in de rust van het uitduel bij Atlante invallen voor Lampros Kontogiannis. Op dat moment stond Tigres met 1–0 achter en dat zou uiteindelijk ook de einduitslag worden. Twee maanden na zijn debuut maakte Dueñas ook zijn eerste doelpunt. Op bezoek bij Puebla opende hij na zevenentwintig minuten de score en uiteindelijk tekende de middenvelder daarmee ook voor de enige treffer in de wedstrijd. In zijn eerste twee seizoenen speelde de Mexicaan nog vooral zijn wedstrijden als invaller, maar vanaf de jaargang 2013/14 werd hij een vaste basisspeler bij Tigres. Medio 2022 stapte Dueñas over naar FC Juárez. Na een seizoen bij Juárez nam Cruz Azul de middenvelder over. Dueñas besloot in januari 2024 op vierendertigjarige leeftijd een punt achter zijn actieve loopbaan te zetten.

## Clubstatistieken
| Seizoen | Club        | Competitie       | Competitie | Competitie | Beker | Beker | Internationaal | Internationaal | Totaal | Totaal |
| Seizoen | Club        | Competitie       | Wed.       | Dlp.       | Wed.  | Dlp.  | Wed.           | Dlp.           | Wed.   | Dlp.   |
| ------- | ----------- | ---------------- | ---------- | ---------- | ----- | ----- | -------------- | -------------- | ------ | ------ |
| 2011/12 | Tigres UANL | Primera División | 16         | 1          | 0     | 0     | 2              | 0              | 18     | 1      |
| 2012/13 | Tigres UANL | Primera División | 32         | 0          | 0     | 0     | 5              | 0              | 37     | 0      |
| 2013/14 | Tigres UANL | Primera División | 34         | 2          | 11    | 0     | —              | —              | 45     | 2      |
| 2014/15 | Tigres UANL | Primera División | 37         | 3          | 5     | 1     | 10             | 1              | 52     | 5      |
| 2015/16 | Tigres UANL | Primera División | 35         | 3          | 1     | 0     | 6              | 0              | 42     | 3      |
| 2016/17 | Tigres UANL | Primera División | 44         | 6          | 0     | 0     | 8              | 0              | 52     | 6      |
| 2017/18 | Tigres UANL | Primera División | 40         | 1          | 1     | 0     | 11             | 0              | 52     | 1      |
| 2018/19 | Tigres UANL | Primera División | 38         | 1          | 4     | 0     | 9              | 2              | 51     | 3      |
| 2019/20 | Tigres UANL | Primera División | 27         | 1          | 0     | 0     | 6              | 0              | 33     | 1      |
| 2020/21 | Tigres UANL | Primera División | 33         | 1          | 0     | 0     | 6              | 0              | 39     | 1      |
| 2021/22 | Tigres UANL | Primera División | 30         | 1          | 0     | 0     | 1              | 0              | 31     | 1      |
| 2022/23 | FC Juárez   | Primera División | 30         | 3          | 0     | 0     | —              | —              | 30     | 3      |
| 2023/24 | Cruz Azul   | Primera División | 6          | 0          | 0     | 0     | —              | —              | 6      | 0      |
| Totaal  | Totaal      | Totaal           | 402        | 23         | 22    | 1     | 56             | 4              | 480    | 28     |

## Interlandcarrière
Dueñas maakte zijn debuut in het Mexicaans voetbalelftal op 1 april 2015, toen met 1–0 gewonnen werd van Paraguay door een doelpunt van Eduardo Herrera. De middenvelder mocht van bondscoach Miguel Herrera in de basis starten als rechtermiddenvelder en hij speelde de volledige negentig minuten mee. De andere debutant dit duel was Melitón Hernández (Veracruz). Het eerste doelpunt van Dueñas viel te noteren op 11 februari 2016. Op die dag liet Juan Carlos Osorio, inmiddels de vervanger van Herrera, hem de hele wedstrijd spelen als centrale middenvelder tegen Senegal. Na drieënzeventig minuten opende hij de score op aangeven van de ingevallen buitenspeler Cándido Ramírez. Uiteindelijk zou de uitslag nog 2–0 worden door een treffer van Rodolfo Pizarro.
| Interlands van Jesús Dueñas voor Mexico | Interlands van Jesús Dueñas voor Mexico | Interlands van Jesús Dueñas voor Mexico | Interlands van Jesús Dueñas voor Mexico | Interlands van Jesús Dueñas voor Mexico | Interlands van Jesús Dueñas voor Mexico | Interlands van Jesús Dueñas voor Mexico |
| №                                       | Datum                                   | Wedstrijd                               | Uitslag                                 | Competitie                              | Goals                                   |                                         |
| Als speler bij Tigres UANL              | Als speler bij Tigres UANL              | Als speler bij Tigres UANL              | Als speler bij Tigres UANL              | Als speler bij Tigres UANL              | Als speler bij Tigres UANL              | Als speler bij Tigres UANL              |
| --------------------------------------- | --------------------------------------- | --------------------------------------- | --------------------------------------- | --------------------------------------- | --------------------------------------- | --------------------------------------- |
| 1                                       | 1 april 2015                            | Mexico – Paraguay                       | 1 – 0                                   | Vriendschappelijk                       |                                         |                                         |
| 2                                       | 2 juli 2015                             | Mexico – Honduras                       | 0 – 0                                   | Vriendschappelijk                       |                                         |                                         |
| 3                                       | 27 juli 2015                            | Jamaica – Mexico                        | 1 – 3                                   | Gold Cup 2015                           |                                         |                                         |
| 4                                       | 5 september 2015                        | Mexico – Trinidad en Tobago             | 3 – 3                                   | Vriendschappelijk                       |                                         |                                         |
| 5                                       | 9 september 2015                        | Argentinië – Mexico                     | 2 – 2                                   | Vriendschappelijk                       |                                         |                                         |
| 6                                       | 11 februari 2016                        | Mexico – Senegal                        | 2 – 0                                   | Vriendschappelijk                       | 73'                                     |                                         |
| 7                                       | 28 mei 2016                             | Mexico – Paraguay                       | 1 – 0                                   | Vriendschappelijk                       |                                         |                                         |
| 8                                       | 2 juni 2016                             | Mexico – Chili                          | 1 – 0                                   | Vriendschappelijk                       |                                         |                                         |
| 9'                                      | 6 juni 2016                             | Mexico – Uruguay                        | 3 – 1                                   | Copa América 2016                       |                                         |                                         |
| 10                                      | 10 juni 2016                            | Mexico – Jamaica                        | 2 – 0                                   | Copa América 2016                       |                                         |                                         |
| 11                                      | 19 juni 2016                            | Mexico – Chili                          | 0 – 7                                   | Copa América 2016                       |                                         |                                         |
| 12                                      | 3 september 2016                        | El Salvador – Mexico                    | 1 – 3                                   | WK 2018 kwalificatie                    |                                         |                                         |
| 13                                      | 7 september 2016                        | Mexico – Honduras                       | 1 – 3                                   | WK 2018 kwalificatie                    |                                         |                                         |
| 14                                      | 9 oktober 2016                          | Nieuw-Zeeland – Mexico                  | 1 – 2                                   | Vriendschappelijk                       |                                         |                                         |
| 15                                      | 12 oktober 2016                         | Panama – Mexico                         | 0 – 1                                   | Vriendschappelijk                       |                                         |                                         |
| 16                                      | 16 november 2016                        | Panama – Mexico                         | 0 – 0                                   | WK 2018 kwalificatie                    |                                         |                                         |
| 17                                      | 8 juni 2017                             | Mexico – Honduras                       | 3 – 0                                   | WK 2018 kwalificatie                    |                                         |                                         |
| 18                                      | 28 juni 2017                            | Mexico – Ghana                          | 1 – 0                                   | Vriendschappelijk                       |                                         |                                         |
| 19                                      | 1 juli 2017                             | Mexico – Paraguay                       | 2 – 1                                   | Vriendschappelijk                       |                                         |                                         |
| 20                                      | 9 juli 2017                             | Mexico – El Salvador                    | 3 – 1                                   | Gold Cup 2017                           |                                         |                                         |
| 21                                      | 13 juli 2017                            | Mexico – Jamaica                        | 0 – 0                                   | Gold Cup 2017                           |                                         |                                         |
| 22                                      | 20 juli 2017                            | Mexico – Honduras                       | 1 – 0                                   | Gold Cup 2017                           |                                         |                                         |
| 23                                      | 23 juli 2017                            | Mexico – Jamaica                        | 0 – 1                                   | Gold Cup 2017                           |                                         |                                         |
| 24                                      | 11 oktober 2018                         | Mexico – Costa Rica                     | 3 – 2                                   | Vriendschappelijk                       |                                         |                                         |
| 25                                      | 20 november 2018                        | Argentinië – Mexico                     | 2 – 0                                   | Vriendschappelijk                       |                                         |                                         |

## Erelijst
| Competitie       |             |                                                                           |             |             |
| Competitie       | Aantal      | Jaren                                                                     |             |             |
| Tigres UANL      | Tigres UANL | Tigres UANL                                                               | Tigres UANL | Tigres UANL |
| ---------------- | ----------- | ------------------------------------------------------------------------- | ----------- | ----------- |
| Primera División | 5           | Apertura 2011, Apertura 2015, Apertura 2016, Apertura 2017, Clausura 2019 |             |             |
| Copa MX          | 1           | Clausura 2014                                                             |             |             |
| Champions League | 1           | 2020                                                                      |             |             |
| Mexico           |             |                                                                           |             |             |
| Gold Cup         | 1           | 2015                                                                      |             |             |